# Tarachina seriepunctata
Tarachina seriepunctata är en bönsyrseart som beskrevs av Max Beier 1954. Tarachina seriepunctata ingår i släktet Tarachina och familjen Iridopterygidae. Inga underarter finns listade i Catalogue of Life.